# Leopoldina Fortunati
Leopoldina Fortunati (Venecia, 18 de julio de 1949) es una socióloga, feminista, teórica, docente y escritora italiana. Entre sus referentes cabe mencionar a Mariarosa Dalla Costa, Antonio Negri y Karl Marx.

## Obra
Leopoldina Fortunati enseña Sociología de la Comunicación y Sociología de los Procesos Culturales en la Facultad de Educación de la Universidad de Udine, Italia. Ha realizado amplias investigaciones en el campo de los estudios de género, los procesos culturales, y las tecnologías de la comunicación y la información.
Fortunati es autora de varios libros, entre ellos L'arcano della riproduzione: Casalinghe, prostituta, operai e capitale (El arcano de la reproducción: trabajo doméstico, prostitución, trabajo y capital), que es una crítica feminista a Marx (Autonomedia, 1995), y I mostri nell'immaginario (Angeli, 1995). También, es editora de Gli Italiani al telefono (Angeli, 1995) y Telecomunicando in Europa (1998), y con J. Katz y R. Riccini Mediando el cuerpo humano. Tecnología, Comunicación y Moda (2003). Ha publicado numerosos artículos en revistas, como La Sociedad de la Información, Información, Comunicación, Sociedad, Réseaux, Tendencias en comunicación, Revista de Estudios de Juventud, Widerspruche, Computación personal y ubicua, Gaceta. Revista Internacional de Estudios de la Comunicación, Sociologia dell'informazione y Problemi dell'informazione. Sus obras han sido publicadas en nueve idiomas: chino, inglés, francés, alemán, italiano, japonés, coreano, ruso y español.
Es editora fundadora de la revista Human-Machine Communication, editora asociada de la revista The Information Society, forma parte del consejo asesor de la revista New Media and Society y actúa como árbitra para la revista Comunicación, Información, Sociedad y Revista de Teoría del Comportamiento Social. Es la representante italiana en el Comité Técnico de Ciencias Sociales y Humanidades COST y en la acción COST A20 "El impacto de Internet en los medios de comunicación en Europa". Formó parte del proyecto de investigación europeo SIGIS "Estrategias de Inclusión: Género y Sociedad de la Información" y de COST248 "El futuro usuario europeo de las telecomunicaciones" y fue vicepresidenta de COST269 "Aspectos de usuario de las TIC". Es copresidenta de la Asociación Internacional "La Sociedad para el Estudio Social de las Comunicaciones Móviles" (SSSMC), que pretende facilitar el avance internacional de los estudios interdisciplinarios de las comunicaciones móviles. Organizó varios talleres y conferencias internacionales.